# Canne (Aron)
Die Canne ist ein Fluss in Frankreich, der im Département Nièvre in der Region Bourgogne-Franche-Comté verläuft. Sie entspringt im Gemeindegebiet von Saint-Saulge, entwässert generell in südöstlicher Richtung und mündet nach rund 51 Kilometern bei Cercy-la-Tour als rechter Nebenfluss in den Aron, sowie den parallel verlaufenden Canal du Nivernais.

## Orte am Fluss
- Rouy
- Fertrève
- Montigny-sur-Canne
- Cercy-la-Tour